# La Périchole
Versions successives
- 1868 : 1re version en deux actes
- 1874 : 2e version en trois actes et quatre tableaux

Personnages
- La Périchole, chanteuse des rues
- Piquillo, chanteur des rues
- Don Andrès de Ribeira, vice-roi du Pérou
- Don Miguel de Panatellas, premier gentilhomme de la Chambre
- Don Pedro de Hinoyosa, gouverneur de Lima
- Guadalena, 1re cousine
- Berginella, 2e cousine
- Mastrilla, 3e cousine
- Le Marquis de Tarapote, grand chambellan
- Manuelita, Frasquinella, Brambilla, Ninetta, dames de la Cour
- Deux notaires
- Le Marquis de Satarem, vieux prisonnier (1874)
- Un geôlier (1874)

Airs
- Couplets de l'Incognito - acte I
- Complainte « L'Espagnol et la Jeune Indienne » - acte I
- Air de la lettre  - acte I
- Griserie ariette - acte I
- Couplets « Les femmes, il n'y a qu'ça » - acte II
- Couplets « Que les hommes sont bêtes » - acte II
- Final II - « Rondo des maris récalcitrants »
- Air de Piquillo « On me proposait d'être infâme » - acte III
- Couplets de l'Aveu « Je t'adore, brigand » - acte III

La Périchole (prononcer « Péricole ») est un opéra bouffe de Jacques Offenbach, sur un livret de Ludovic Halévy et Henri Meilhac créé le 6 octobre 1868 au théâtre des Variétés dans une version en deux actes, puis dans une version remaniée en 3 actes et 4 tableaux le 25 avril 1874, toujours aux Variétés.
L'opéra est inspiré d'une comédie de Prosper Mérimée : Le Carrosse du Saint-Sacrement. À Lima au XVIIIe siècle, deux chanteurs ambulants  indigents réussissent après plusieurs quiproquos à se moquer du vice-roi du Pérou, impénitent phallocrate.

## Genèse

### Contexte
En janvier 1868, Jacques Offenbach travaille, avec Henri Meilhac et Ludovic Halévy, sur Le Château à Toto créé le 6 mai 1868, et sur Vert-Vert et Les Brigands qui ne seront créés respectivement que le 10 mars et 10 décembre 1869. Il semble ne s’être mis à composer La Périchole que durant l’été 1868.

### Écriture
Les librettistes utilisent quelques éléments de la saynète de Prosper Mérimée, extraite du Théâtre de Clara Gazul et intitulée Le Carrosse du Saint-Sacrement présentée à la Comédie Française en 1850. Le Carrosse du Saint-Sacrement a déjà fait l’objet d'une adaptation sous le nom La Périchole au théâtre du Palais-Royal en 1835, avec Virginie Déjazet dans le rôle principal.
La Périchole s’inspire de la vie de l’actrice et courtisane péruvienne Camila Périchole, qui s’est elle-même inspirée de la figure historique de Micaëla Villegas, connue sous le nom de « la perra chola » (littéralement la « chienne métisse »), actrice et  maîtresse de Manuel de Amat y Juniet, vice-roi du Pérou entre 1761 et 1776.  C'est le vice-roi Amat, lui-même,  qui  la surnomme Pericholi,     mais il existe plusieurs explications quant  à  la signification de ce sobriquet. Certaines racontent qu'Amat l'appelait « peti-xol » dans l'intimité, ce qui en catalan signifie « petite merveille ». D'autres rapportent que le terme « pirri » était utilisé à cette époque comme diminutif, donc « pirri-choli » ou « petite-cholo » signifierait tendrement « jolie petite indienne ». L'explication la plus en vogue était colportée par les  ennemis du vice-roi : elle dit que lors d'une querelle entre les amants, Amat, en colère, l'aurait appelée «perra chola» (chienne indigène, cholo ayant, le plus souvent une connotation péjorative), ce qui, avec son accent catalan,  aurait donné « perri choli ». L'anecdote circule au palais et dans la haute société de Lima – qui n'apprécie pas l'actrice – et,  pour l'humilier,  l'appelle  « La Perricholi ».
Dès le 5 juillet 1868, la Revue et gazette musicale de Paris annonce la création d’une nouvelle œuvre de Henri Meilhac, Ludovic Halévy et Jacques Offenbach en octobre au théâtre des Variétés. Début août, Jacques Offenbach remet la musique de cette nouvelle pièce en deux actes intitulée La Périchole.

### Répétitions
L'œuvre est lue par la troupe la semaine du 9 août 1868, avec Hortense Schneider et José Dupuis dans les rôles principaux. Fin août, l’œuvre entre en répétition.
Fin août 1868, les éditions Brandus et Dufour acquièrent la partition de La Périchole qui avait d’abord été proposée aux éditions Heu.
La création est d’abord annoncée pour le 1er octobre, puis autour du 12 octobre, puis le 5 octobre. Elle est créée le 6 octobre 1868.

## Création

### Accueil
La musique est très bien accueillie et cinq numéros musicaux sont bissés le premier soir : les couplets du vice-roi, la complainte L’Espagnol et la Jeune indienne, l’air de la griserie à l’acte I, le chœur de femme « Eh bonjour monsieur le mari », le trio « Les femmes, il n’y a qu’ça » à l’acte II. La Revue et gazette musicale de Paris précise que la partition est l’« une des meilleures bien certainement d’Offenbach ».
La lettre est particulièrement remarquée, la Revue et gazette musicale de Paris et Le Figaro publient la partition dans leurs colonnes quelques jours après la première.
Mais les critiques sont plutôt prudents sur la postérité de l’œuvre. Le Constitutionnel fait l’écho de vagues provoquées par La Périchole. La Gazette des Étrangers pressent que l’« on critiquera (…) et [qu’]on louera et [que] tout sera pour le mieux dans l’intérêt (…) des auteurs ». Le Pays parle de « sévérités [du] public » et observe que « pièce et musique sont incontestablement plus délicates que les précédentes ». Le Ménestrel évoque « des chuts, voire des sifflets, vers la fin de La Périchole » en raison « de quelques effets de mauvais goût qui ont choqué ».
Jean-Claude Yon, dans sa biographie d’Offenbach analyse : « Les critiques semblent ne pas avoir vu combien (…) La Périchole est différente des œuvres qui l’ont précédée. Elle atteint une noirceur qui paraît à priori incompatible avec le genre de l’opéra-bouffe. (…) Dans ce monde corrompu, le musicien a donné une fois de plus le beau rôle aux femmes : (…) la Périchole est le seul personnage à agir avec dignité. [Sa] lettre (…) est une merveille de tact et de simplicité et sa “griserie-ariette” suggère l’ivresse sans vulgarité ».
Pour Louis Oster et Jean Vermeil , Offenbach et ses librettistes raillent Napoléon III et la cour de L'Impératrice Eugènie, l'air "Il grandira car il est espagnol, gnol, gno..." moquant l'accession rapide des hispaniques à la cour. L'Opéra étant une charge politique sur les aventures de Napoléon III avec les femmes, dont Hortense Schneider, autant que celle de l'Empire au Mexique et dans différentes aventures coloniales.

### Remaniements
Dès la deuxième représentation, l’œuvre subit des remaniements. Certaines scènes sont raccourcies, certains numéros musicaux sont remplacés ou supprimés, d’autres sont déplacés.

### Créateurs
| Rôle                                                                 | Créateur (Théâtre des Variétés, 6 octobre 1868) | Créateur (Théâtre des Variétés, 25 avril 1874) |
| -------------------------------------------------------------------- | ----------------------------------------------- | ---------------------------------------------- |
| Piquillo, chanteur des rues                                          | José Dupuis                                     | José Dupuis                                    |
| Don Andrès de Ribeira, vice-roi du Pérou                             | Pierre-Eugène Grenier                           | Pierre-Eugène Grenier                          |
| Le comte Don Miguel de Panatellas, premier gentilhomme de la Chambre | Christian                                       | Baron                                          |
| Don Pedro de Hinoyosa, gouverneur de la ville de Lima                | Lecomte                                         | Léonce                                         |
| Le marquis de Tarapote, chambellan du vice-roi                       | Charles Blondelet                               | Charles Blondelet                              |
| Un vieux prisonnier                                                  |                                                 | Daniel Bac                                     |
| 1er notaire (1er coryphée, ténor)                                    | Bordier                                         | Bordier                                        |
| 2e notaire (1er coryphée, ténor)                                     | Horton                                          | Monti                                          |
| Un geôlier                                                           |                                                 | Coste                                          |
| 1er buveur (1er coryphée, basse)                                     | Videix                                          |                                                |
| 2e buveur (1er coryphée, basse)                                      | Halserc                                         |                                                |
| La Périchole, chanteuse des rues                                     | Hortense Schneider                              | Hortense Schneider                             |
| Guadalena (1re cousine, soprano)                                     | Legrand                                         | J. Grandville                                  |
| Berginella (2e cousine, soprano)                                     | Carlin                                          | Lina Bell                                      |
| Mastrilla (3e cousine, mezzo-soprano)                                | C. Renault                                      | Schweska                                       |
| Manuelita (1re dame d'honneur, soprano)                              | Julia H.                                        | Martin                                         |
| Ninetta (2e dame d'honneur, soprano)                                 | Bénard                                          | Valpré                                         |
| Brambilla (3e dame d'honneur, mezzo-soprano)                         | Gravier                                         | Estelle Lavigne                                |
| Frasquinella (4e dame d'honneur, mezzo-soprano)                      | A. Latour                                       | Julia H.                                       |

## Succès

### À Paris

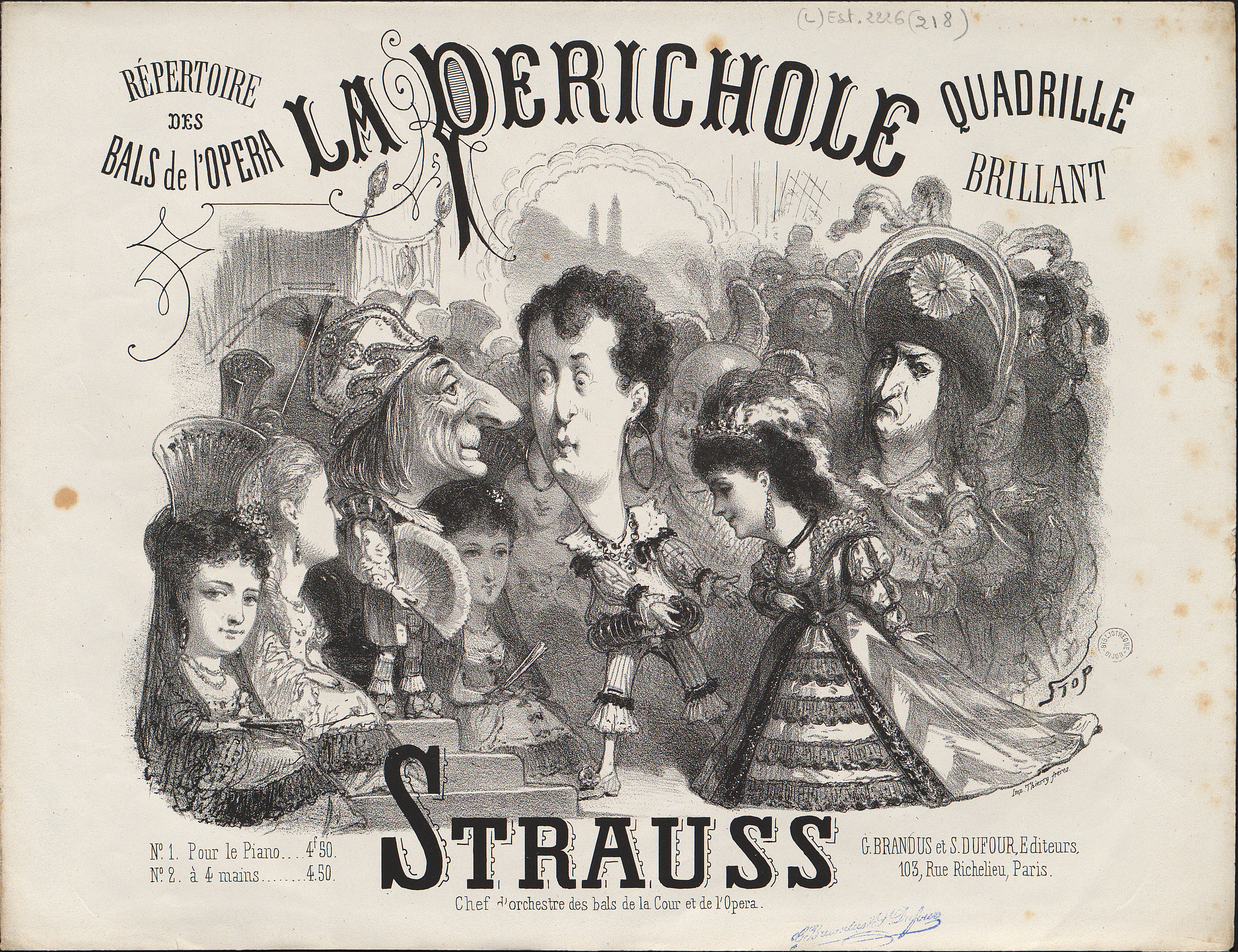
Illustration et caricature de La Périchole par Louis Morel-Retz, pour la page de garde de la partition, 1869

La troisième représentation atteint 4 300 francs de recettes qui se maintiennent au-dessus de 4 700 francs de la quatrième à la huitième. Mi-octobre, les rôles sont appris en double. Le succès se maintenant, le directeur des Variétés décide fin novembre de ne pas donner de revue comme c’est l’habitude pour les fins d’années.
Les airs détachés paraissent à la fin du mois d’octobre 1868 et le piano-chant le mercredi 4 novembre 1868. La partition pour piano seul paraît à la fin du mois de novembre 1868.
Si l’œuvre est diversement appréciée par la critique, sa musique est très largement reprise et diffusée : « Dès le lendemain de la première représentation, que de refrains étaient populaires! » s’exclame Henri Lavoix plusieurs années plus tard. Début novembre 1868, le théâtre de l’Eldorado propose une parodie de l’œuvre, intitulée La Péri-colle. Le mardi 17 novembre 1868, lors de l’inauguration des bals du Cirque de l’impératrice exécute des quadrilles composés sur la musique de La Périchole. Les revues de fin d’année s’inspirent largement de l’œuvre, comme au café-concert de l’Alcazar qui la baptise La Chilpericholle.
Le 18 novembre 1868, le prince et la princesse de Galles assistent à une représentation au théâtre des Variétés.
La dernière est présentée à Paris le lundi 28 décembre 1868,, le lendemain, le théâtre des Variétés reprend La Grande-Duchesse de Gérolstein pour quelques représentations. « Le mauvais départ du premier soir sera largement rattrapé mais jamais opéra-bouffe d’Offenbach, Meilhac et Halévy n’aura connu une carrière aussi courte aux Variétés » note l’historien Jean-Claude Yon.

### En province et à l’étranger
La Périchole est rapidement mise à l’étude à Bruxelles, Marseille, Bordeaux, Nice (première le jeudi 25 décembre 1868), Avignon, Châlons, Dunkerque, Valenciennes, Cambrai, Genève, New-York (première en français le 5 janvier 1869) et Rio-de-Janeiro.
Elle est créée en 1869 à Saint-Pétersbourg dans une orchestration locale malgré les interdictions des auteurs et de l’éditeur. Hortense Schneider présentera l’œuvre elle-même en janvier 1872 dans cette ville avec un succès phénoménal : « Dans La Périchole, mademoiselle Schneider a dû répéter tous ses morceaux (…). Ajoutez à ce triomphe douze rappels dans le courant de la pièce ou à la chute du rideau. » Elle ira présenter l’œuvre à Londres en juillet 1872.
La Périchole est représentée à Toulon, à Avignon.

## Seconde version

### Création
Une seconde version « dont le troisième acte serait complètement refait » est annoncée en avril 1872. La lecture, par les librettistes, de ce nouveau troisième acte en deux tableaux a lieu le mercredi 1er avril 1874. Jacques Offenbach dont la santé est très chancelante assiste à la répétition du jeudi 23 avril 1874.
D’abord prévue pour le 24 avril 1874, la seconde version est créée le 25 avril 1874 au théâtre des Variétés, en raison d’« une indisposition du maestro Offenbach ».
Le public et la critique sont très sensibles à la prestation d’Hortense Schneider qui n’était pas remontée sur la scène du théâtre des Variétés depuis La Périchole, à l’exception de l’opéra-bouffe La Veuve de Malabar de Hervé présenté du 26 avril 1873 au 15 juin 1873 et quelques reprises de Barbe-Bleue et d’extraits de La Grande-Duchesse de Gerolstein fin juin 1873. Le Figaro note ainsi : « Elle a fait de la virtuose de place publique, devenue la maîtresse d’un vice-roi, l’un de ses meilleurs rôles de comédienne et de chanteuse. C’est avec un sentiment exquis, une passion désolée, et toutes les nuances de la grâce et de l’attendrissement, que la Périchole fait au public, gagné par l’émotion, la lecture de sa lettre d’adieu ».
Si Ludovic Halévy note peu avant la première « Nous avons refait un troisième acte en deux tableaux (…). Il paraît gai et la musique d’Offenbach me semble très gentille », les librettistes n’ont pas rendu l’œuvre plus légère avec des couplets comme « Cela vous met la mort dans l’âme / De voir le monde comme il va… », ou encore par le sort du vieux prisonnier condamné à retourner en prison parce qu’il ignore la raison de sa condamnation !
Dès la première représentation, cette nouvelle version, et sa musique, est particulièrement bien accueillie : « Nous n’avons pas un choix à faire parmi les morceaux qui composent le troisième acte ; tous ont été très-bien reçus et quelques-uns ont été bissés. Ajoutez à cela les morceaux de l’ancienne partition qui ont été bissés comme les couplets des femmes, la griserie-ariette, et nous pouvons constater qu’avec la reprise de la Périchole, le théâtre des Variétés tient un succès de plus ».
Fin mai 1874, le théâtre des Variétés annonce les dernières de La Périchole. La dernière représentation a lieu le 2 juin 1874. Elle sera ensuite reprise « 44 fois du 9 octobre au 11 novembre 1974 ».

### Costumes

Costumes de 1874
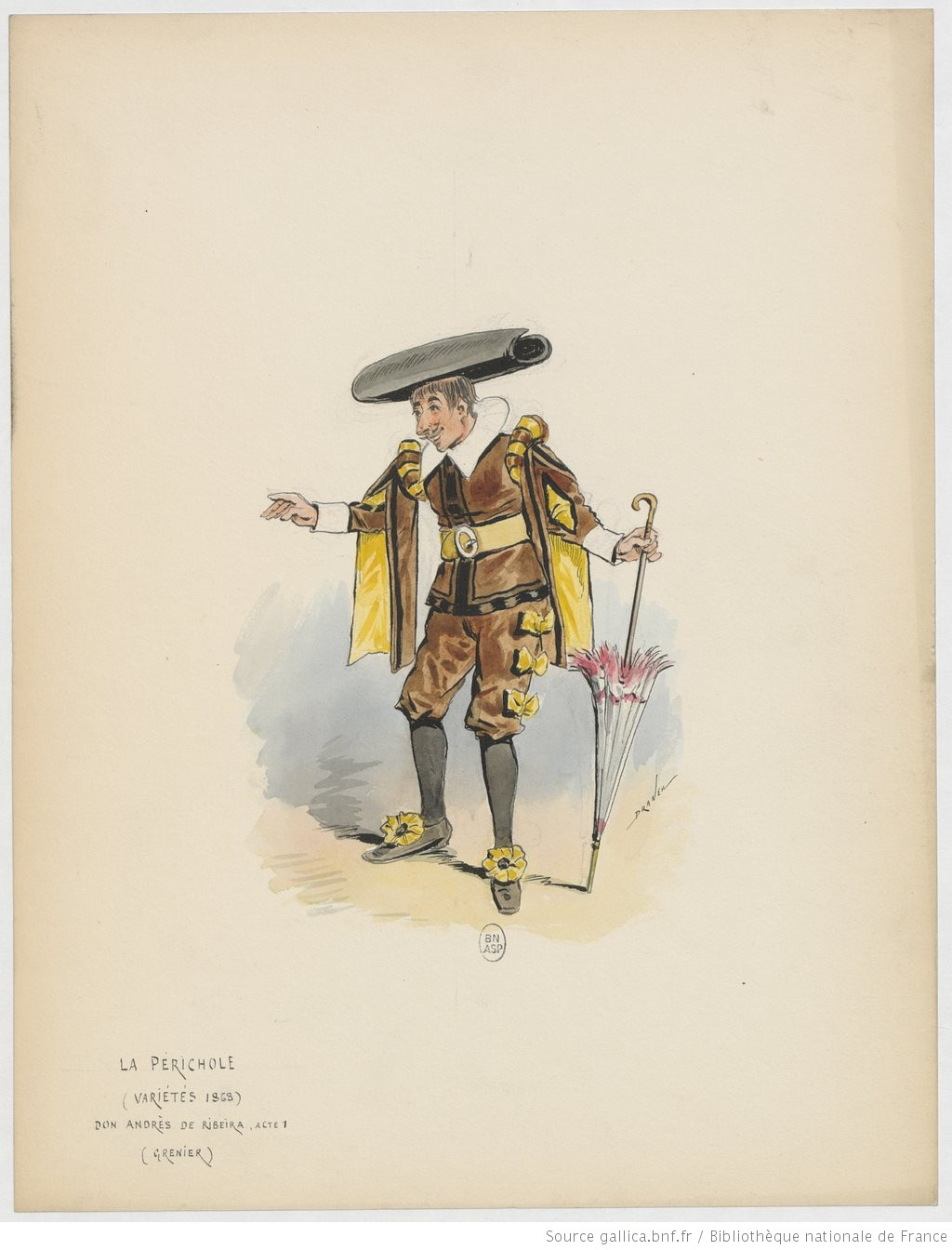
Le vice-roi à l'acte I
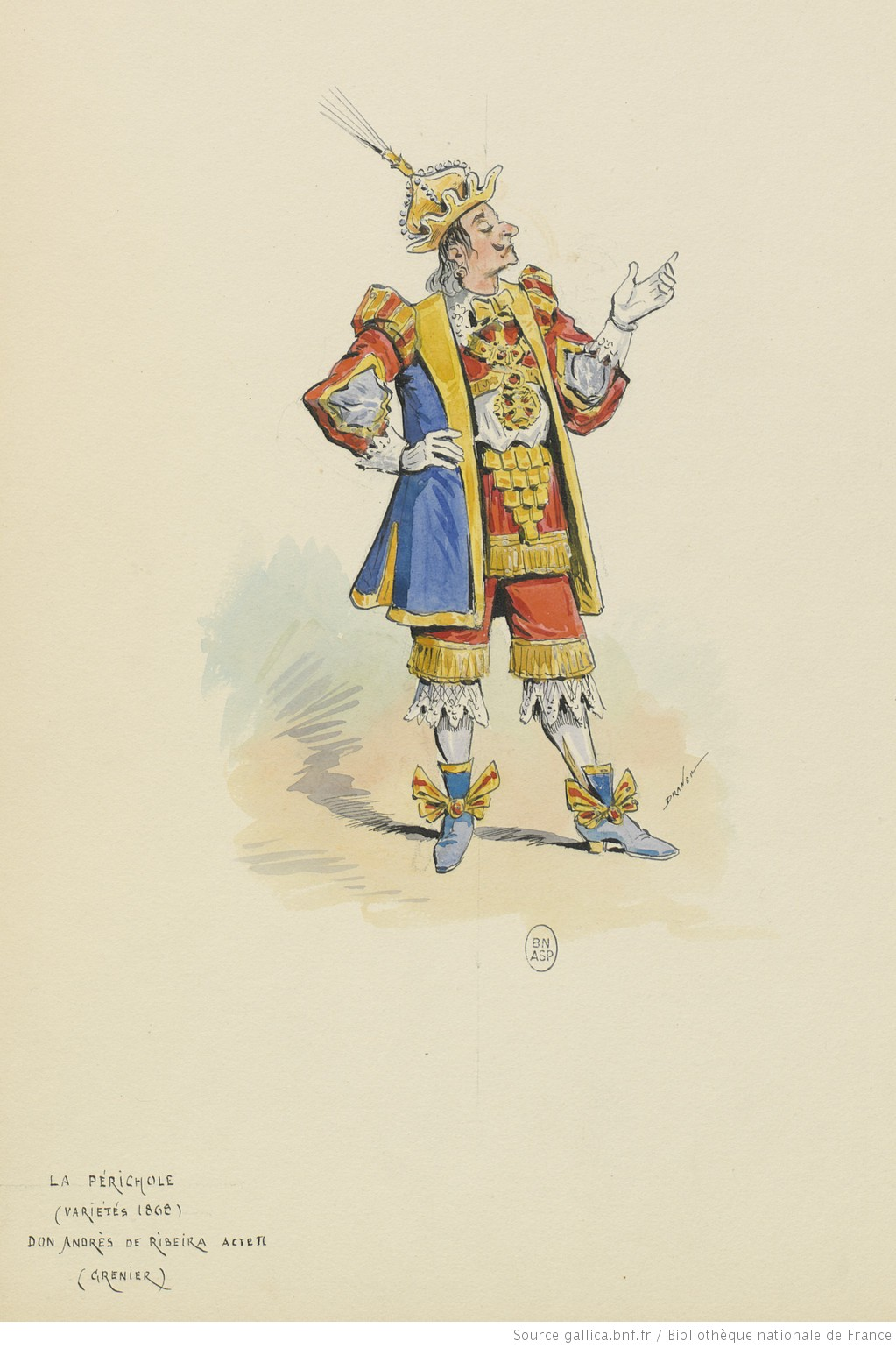
Le vice-roi à l'acte II
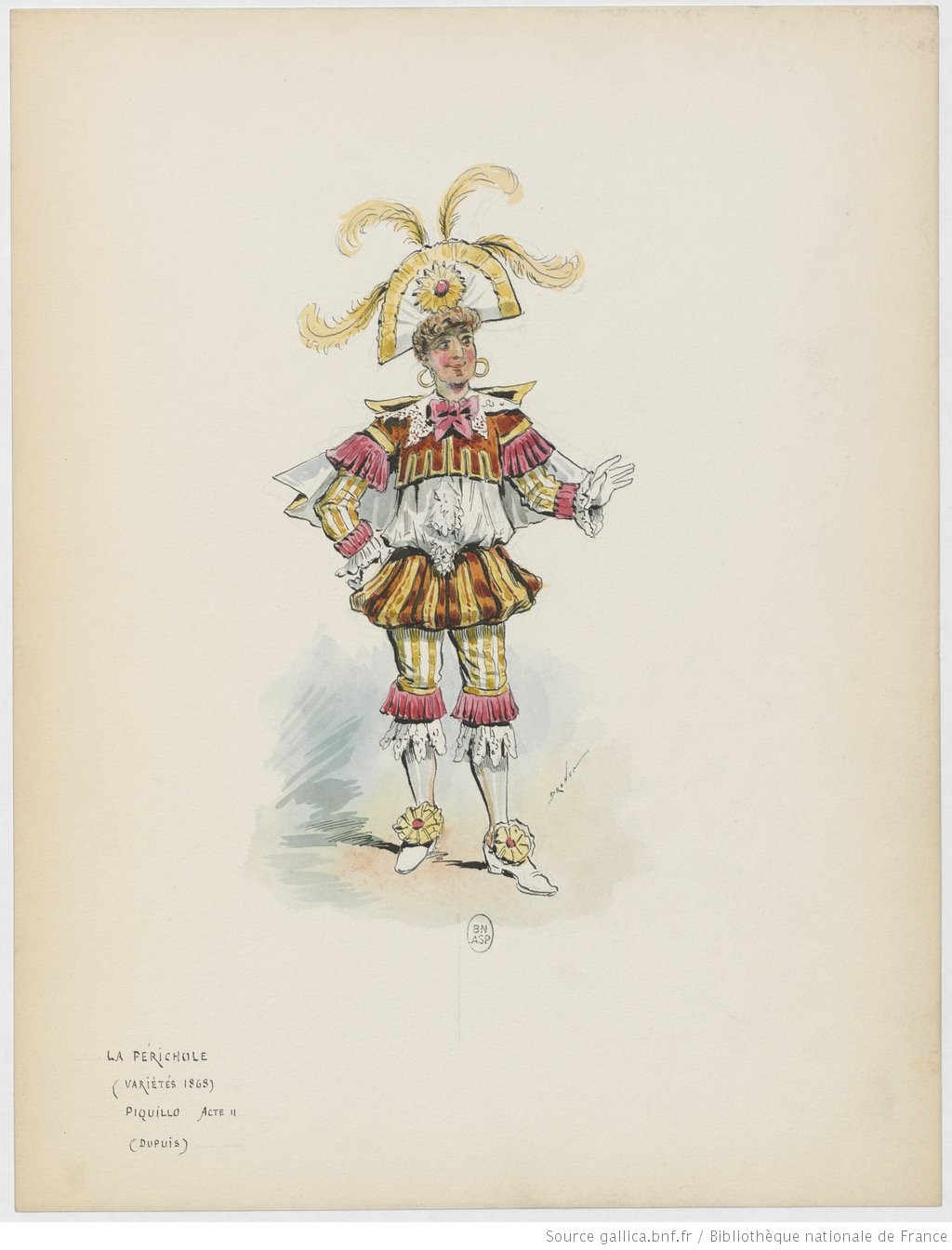
Piquillo à l'acte II
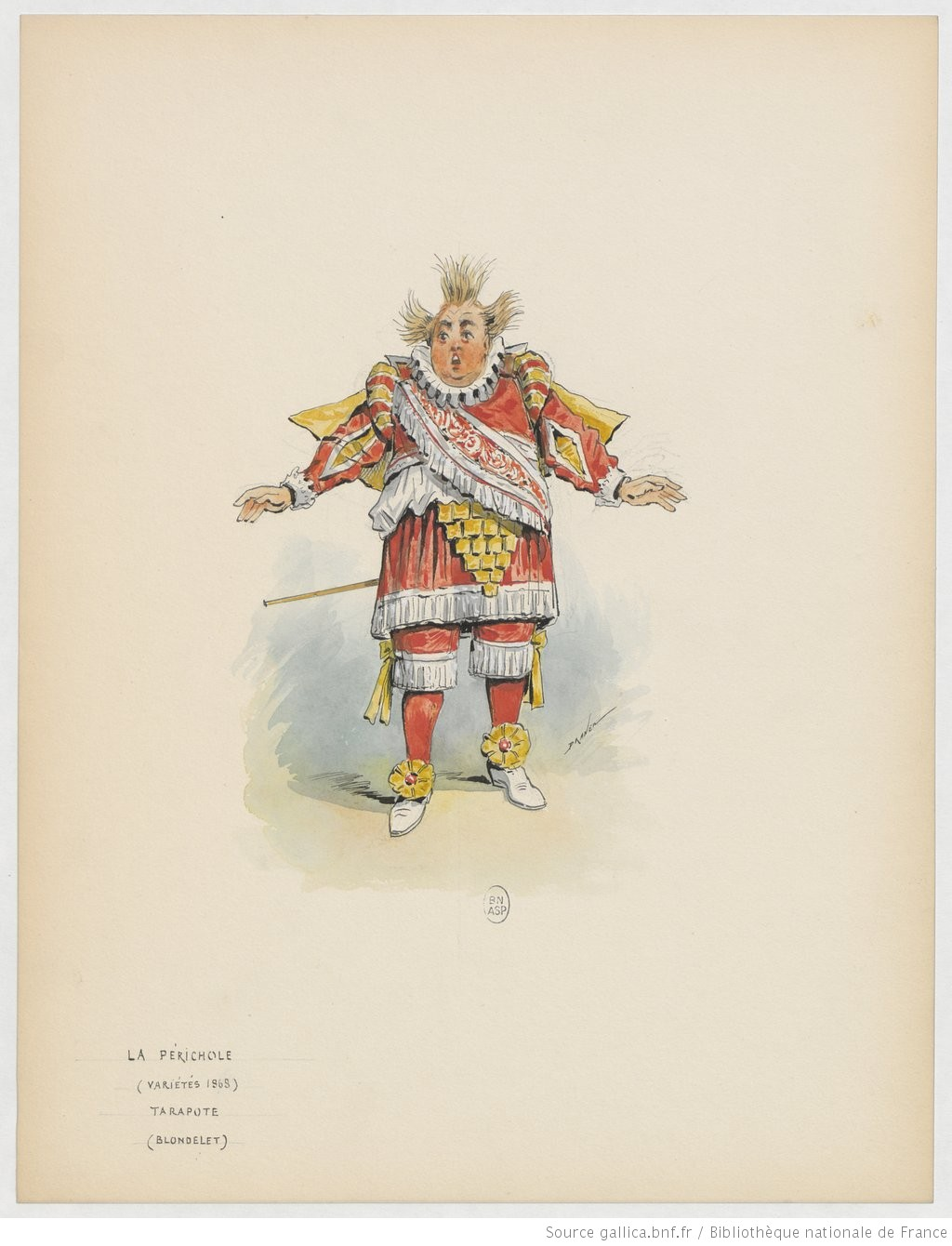
Tarapote
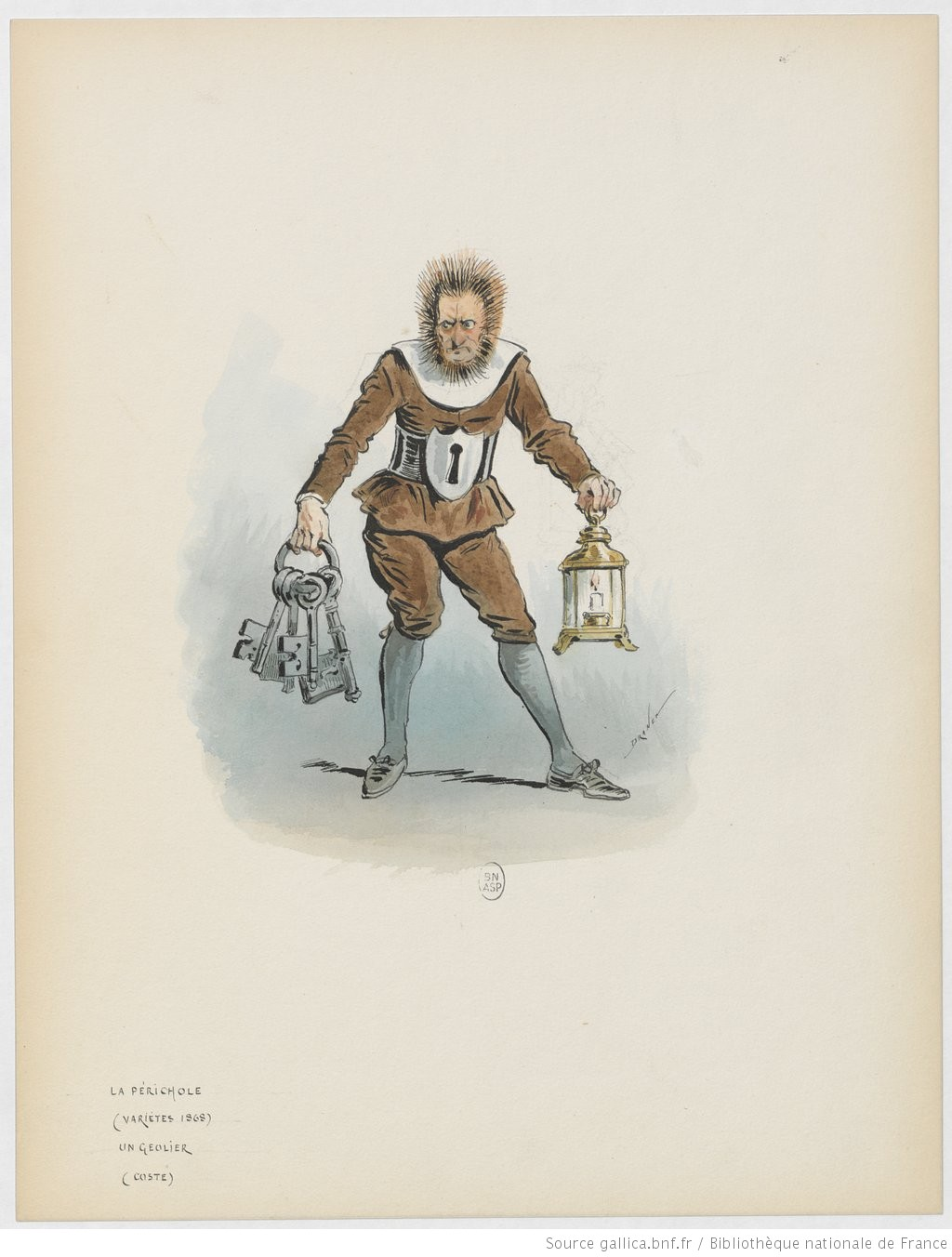
Le geôlier
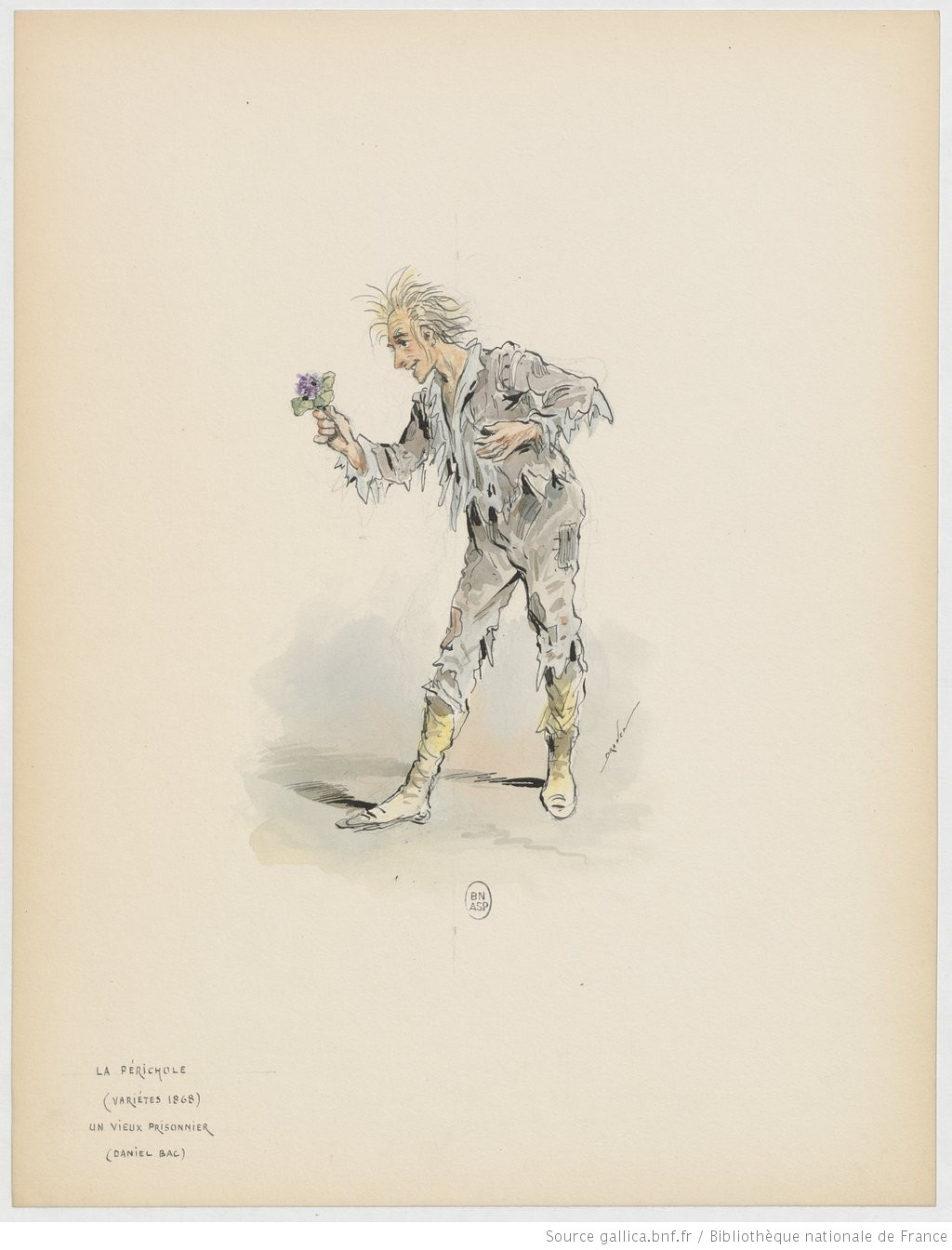
Le vieux prisonnier

## Argument

### Acte I
Versions de 1868 et de 1874.
À Lima, sur une place de la ville, le vice-roi du Pérou sort de son palais incognito « afin de savoir un peu par lui-même ce que l’on pense de son administration ». Il compte bien aussi profiter de la fin de journée pour « conduire quelque sémillante manola » dans une petite maison lui appartenant. Après le départ du vice-roi, deux chanteurs des rues, la Périchole et son fiancé Piquillo, viennent sur cette place chanter leurs chansons mais ne rencontrent guère de succès. Et pourtant, « ça coûte quatre piastres pour se marier ». La Périchole, fatiguée et affamée, laisse Piquillo quêter un peu plus loin et s'endort. Le vice-roi revient et, subjugué par sa beauté, lui propose de devenir demoiselle d'honneur de la vice-reine. La Périchole, au comble de la faim, accepte et rédige une lettre d'adieu à Piquillo lui rappelant qu'elle l'« aime de tout [son] cœur » mais qu'il « [peut] compter sur [sa] vertu ». Cette lettre plonge Piquillo au désespoir et il veut se pendre. Heureux hasard, il est sauvé par le premier gentilhomme de la cour qui cherche un mari à la future favorite du vice-roi pour respecter les règlements. Aidés par les alcools, le mariage est célébré, sans que Piquillo n'ait réalisé l'identité de son épouse.

### Acte II
Versions de 1868 et de 1874.
Le lendemain, dégrisé, Piquillo fait savoir qu'il en aime une autre et veut la retrouver. Il doit préalablement présenter officiellement son épouse au vice-roi. Quand il découvre que la Périchole est la maîtresse de celui-ci, il éclate de fureur et est aussitôt expédié au cachot des maris récalcitrants.
Versions de 1868 uniquement.
La Périchole, dans une feinte colère, obtient du vice-roi qu'il soit libéré. Le soir, devant le vice-roi, ils chantent leurs malheurs. Il s'attendrit et, magnanime, il les laisse s'en aller.
Fin de la version de 1868.

### Acte III
Version de 1874 uniquement.

#### Premier tableau
La Périchole vient visiter son Piquillo en prison. Après un mouvement d'humeur de sa part, elle l'informe qu'elle n'a pas cédé aux avances du roi, et qu'elle va corrompre le geôlier. Celui-ci se présente mais n'est autre que le vice-roi déguisé, qui les fait enfermer tous les deux. Une fois ces derniers laissés seul, un vieux prisonnier les fait évader par le tunnel qu'il a creusé.

#### Second tableau
Les trois évadés se retrouvent en ville, mais sont identifiés par une patrouille et le vice-roi se présente aussitôt. La Périchole et Piquillo chantent leurs malheurs, ce qui attendrit le vice-roi qui, magnanime, les laisse se marier et avoir des enfants qui grandiront, car ils sont espagnols.

## Numéros musicaux
| Version de 1868 | Version de 1868                                  | Version de 1868                            | Version de 1874          | Version de 1874                  | Version de 1874                     |
| Acte I          |                                                  |                                            |                          |                                  |                                     |
|                 | Ouverture                                        |                                            | idem.                    | idem.                            | idem.                               |
| 1. a.           | Chœur de fête                                    | Du vice-roi c'est aujourd'hui la fête      | idem.                    | idem.                            | idem.                               |
| 1. b.           | Chanson des Trois-Cousines                       | Promptes à servir la pratique              | idem.                    | idem.                            | idem.                               |
| 1 bis.          | Reprise du chœur                                 | Ah ! qu'on y fait gaiement glou, glou      | idem.                    | idem.                            | idem.                               |
| 2. a.           | Chœur                                            | C'est lui, c'est notre vice-roi            | idem.                    | idem.                            | idem.                               |
| 2. b.           | Couplets de l'Incognito                          | Sans en rien souffler à personne           | idem.                    | idem.                            | idem.                               |
| 3.              | Marche indienne et entrée des chanteurs          |                                            | idem.                    | idem.                            | idem.                               |
| 4.              | Complainte : « L'Espagnol et la jeune Indienne » | Le conquérant dit à la jeune Indienne      | idem.                    | idem.                            | idem.                               |
| 5.              | Séguedille « Le muletier et la jeune personne »  | Vous a-t-on dit souvent                    | idem.                    | idem.                            | idem.                               |
| 6.              | Chœur des saltimbanques                          | Levez-vous et prenez vos rangs             |                          |                                  |                                     |
| 7.              | La lettre de la Périchole                        | Ô mon cher amant                           | idem.                    | idem.                            | idem.                               |
| 7 bis.          | Mélodrame                                        |                                            | idem.                    | idem.                            | idem.                               |
| 8. a.           | Chœur et duetto des notaires                     | Holà, eh ! holà de là-bas                  | idem.                    | idem.                            | idem.                               |
| 8. b.           | Griserie-Ariette                                 | Ah, quel dîner je viens de faire           | idem.                    | idem.                            | idem.                               |
| 8. c.           | Duetto du mariage                                | Je dois vous prévenir, Madame              | idem.                    | idem.                            | idem.                               |
| 8. d.           | Final et marche de palanquins                    | Qu'on se hâte et qu'on les marie           | idem.                    | idem.                            | idem.                               |
| Acte II         |                                                  |                                            |                          |                                  |                                     |
| 9.              | Entr'acte                                        |                                            | idem.                    | idem.                            | idem.                               |
| 10.             | Chœur des dames de la cour                       | Cher Seigneur, revenez à vous !            | idem.                    | idem.                            | idem.                               |
| 11.             | Cancans-Couplets                                 | On vante partout son sourire               | idem.                    | idem.                            | idem.                               |
| 12.             | Chœur des seigneurs                              | Quel marché de bassesse                    | idem.                    | idem.                            | idem.                               |
| 13.             | Couplets : « Les femmes, il n'y a qu'ça »        | Eh là, maintenant que nous sommes          | idem.                    | idem.                            | idem.                               |
| 14. a.          | Chœur de la présentation                         | Nous allons donc voir un mari              | idem.                    | idem.                            | idem.                               |
| 14. b.          | Couplets : « Ah ! que les hommes sont bêtes ! »  | Que veulent dire ces colères               | idem.                    | idem.                            | idem.                               |
| 14. c.          | Rondo de bravoure                                | Écoute, ô Roi, je te présente              | idem.                    | idem.                            | idem.                               |
| 14. d.          | Galop de l'arrestation                           | Sautez dessus ! sautez dessus !            | idem.                    | idem.                            | idem.                               |
| 14. e.          | Rondo des maris… ré                              | Conduisez-le, bons courtisans              | idem.                    | idem.                            | idem.                               |
| 15.             | Duo des bijoux                                   | Monsieur le marchand                       |                          |                                  |                                     |
| 16.             | Couplet                                          | Aie donc confiance                         |                          |                                  |                                     |
| 17.             | Le Couvert du roi, chœur                         | Son Altesse, à l'heure ordinaire           |                          |                                  |                                     |
| 17 bis.         | Entrée des chanteurs                             |                                            |                          |                                  |                                     |
| 18.             | Séguedille : « Le Chanteur et la Chanteuse »     | Un roi se promenant, trouva certaine femme |                          |                                  |                                     |
|                 |                                                  |                                            | Acte III Premier tableau |                                  |                                     |
|                 |                                                  |                                            |                          | Entr'acte                        |                                     |
|                 |                                                  |                                            | 15.                      | Couplets-Boléro                  | Les maris courbaient la tête        |
|                 |                                                  |                                            | 16.                      | Air                              | On me proposait d'être infâme       |
|                 |                                                  |                                            | 16 bis.                  | Mélodrame                        |                                     |
|                 |                                                  |                                            | 17. a.                   | Duo                              | Dans ces couloirs obcurs            |
|                 |                                                  |                                            | 17. b.                   | Couplets de l'Aveu               | Tu n'es pas beau, tu n'es pas riche |
|                 |                                                  |                                            | 18.                      | Trio du Joli Geôlier             | Je suis le plus joli geôlier        |
|                 |                                                  |                                            | 19.                      | Trio de la prison                | Roi pas plus haut qu'une botte      |
|                 |                                                  |                                            | 19 bis.                  | Mélodrame                        |                                     |
|                 |                                                  |                                            | 20.                      | Finale                           | Je t'adore si je suis folle         |
|                 |                                                  |                                            | Deuxième tableau         |                                  |                                     |
|                 |                                                  |                                            |                          | Entr'acte                        |                                     |
|                 |                                                  |                                            | 21. a.                   | Chœur des Patrouilles            | En avant, en avant ! soldats        |
|                 |                                                  |                                            | 21. b.                   | Ariette-Valse des Trois Cousines | Pauvres gens, où sont-ils ?         |
|                 |                                                  |                                            | 21. c.                   | Ensemble                         | Les bandits sont partis             |
|                 |                                                  |                                            | 21 bis.                  | Mélodrame                        |                                     |
|                 |                                                  |                                            | 22.                      | Complainte des amoureux          | Écoutez, peupl' d'Amérique          |
| 19.             | Final                                            | Tous deux au temps de peine                | 23.                      | Finale                           | Tous deux au temps de peine         |

## Analyse de la version de 1868
La version de 1868 compte 19 numéros, dont 4 disparaîtront dans la nouvelle version.
L'acte I est identique à la seconde version, bien que la Séguedille (n°5 « Le Muletier et La Jeune Personne ») soit mentionnée alors comme « passée au théâtre » (non jouée). La première partie de l'acte II, inchangée, constitue le deuxième acte de la version de 1874. Elle s'achève sur le n°14, l'ensemble des « Maris récalcitrants » (qui devient ainsi un finale, alors qu'il est le morceau central de l'acte II dans la version de 1868) identique, si ce n'est la ritournelle sur laquelle tombe désormais le rideau.
Le n°15 de la version de 1868 est un duo entre la Périchole et le Vice-Roi, le « Duo des bijoux » et dont le « Ah ! que j'aime les diamants » est un clin d’œil au « Ah ! que j'aime les militaires » de la Grande-duchesse. Le n°16 est une reprise, par la Périchole, de l'air « Les Femmes il n'y a qu'ça » et dans laquelle elle chante à Piquillo qu'il vaut mieux se laisser conduire par sa bien-aimée lorsqu'elle sait où elle va. Le n°17 est un morceau choral, le « Couvert du Roi », durant lequel on sert son dîner à Don Andrès (ce dernier ne mangera rien par peur qu'on l'empoisonne). Le n°18 est une reprise intégrale de la séguedille du premier acte mais avec de nouvelles paroles résumant la pièce. Don Andrès pardonne, autorise la Périchole à garder ses diamants et le Final (n°19) reste inchangé par rapport au finale de l'acte III actuel, à savoir une reprise de « l'Espagnol et la jeune Indienne » avec de nouvelles paroles.

## Citations et emprunts
- Le personnage de la Périchole apparaît en 1825 dans une pièce de théâtre de Prosper Mérimée : Le Carrosse du Saint-Sacrement. Il est inspiré de la comédienne péruvienne Micaela Villegas (1748-1819).

- Dans le N° 7, les librettistes mettent dans la lettre que la Périchole adresse à Piquillo au premier acte la teneur de celle que Manon Lescaut, dans le roman homonyme de l'abbé Prévost, laisse à son amant, le chevalier des Grieux :

Crois-tu qu’on puisse être bien tendre, / Alors que l’on manque de pain ? (…)
Et j’aurais rendu, quelque jour, / Le dernier soupir, ma chère âme, / Croyant en pousser un d’amour… (…)
Je t’adore !… Si je suis folle, / C’est de toi !… compte là-dessus…
La Périchole, acte I, scène IX
Crois-tu qu’on puisse être bien tendre lorsqu’on manque de pain ? (…)
je rendrais quelque jour le dernier soupir, en croyant en pousser un d’amour.
Je t’adore, compte là-dessus
Manon Lescaut, livre premier
- Au N° 12, avec « Quel marché de bassesse ! / C’est trop fort, sur ma foi, / D’épouser la maîtresse, / La maîtresse du roi ! », Jacques Offenbach cite le texte et la musique du N° 13 de La Favorite de Gaetano Donizetti créé à Paris en 1840.

- Dans le N° 14, avec le couplet « Dans son palais ton roi t’appelle, / Pour te couvrir de honte et d’or ! / Son amour te rendra plus belle, / Plus belle et plus infâme encor ! », les librettistes citent cette fois le N° 17 de La Favorite de Gaetano Donizetti.

- L'air du mari récalcitrant est une parodie du Rigoletto de Verdi. [réf. nécessaire]

- Quand Piquillo tente de se pendre, on entend l'annonce de la flûte de Papageno extrait de La flûte enchantée de Mozart. [réf. nécessaire]

- Le couplet de l'Aveu qui se termine par « Et caetera ! Et caetera ! Felicita ! Felicita !» est une parodie des duos d'amour de Rossini. [réf. nécessaire]

## Reprises notables
En 1969, la pièce obtient un vif succès plusieurs mois durant, avec Jane Rhodes, Jane Berbié puis Suzy Delair dans le rôle-titre, Michel Caron dans le rôle de Piquillo  et Jean Le Poulain dans celui du Vice-roi au théâtre de Paris.
Plus récemment, Jérôme Savary s'en est emparé à plusieurs reprises, d'abord sous sa forme traditionnelle, puis adaptée en comédie musicale en 1999 au Théâtre national de Chaillot et en 2000 au Théâtre national de l'Opéra-Comique où elle fut reprise fin janvier 2007.

## Discographie
- Igor Markevitch (dir.), Suzanne Lafaye, Raymond Amade, Louis Noguéra, Orchestre de l'Association des Concerts Lamoureux, 1958
- Alain Lombard (dir.), Régine Crespin, Alain Vanzo, Jules Bastin, Orchestre Philharmonique de Strasbourg, Chœurs de l'Opéra du Rhin, 1976
- Michel Plasson (dir.), Teresa Berganza, José Carreras, Gabriel Bacquier, Chœur et Orchestre du Capitole de Toulouse, 1981
- Pierre Jourdan (dir.), Élodie Mechai, Antonio Pereira, Paul Medioni, Orchestre Ostinato, Ensemble vocal Intermezzo, 2000
- Ernst Theis (dir.), Staatsoperette Dresden, 2013 (version en allemand)
- Marc Minkowski (dir.), Aude Extremo, Stanislas de Barbeyrac, Alexandre Duhammel, Les Musiciens du Louvre, Choeur de l'Opéra National de Bordeaux, « La Périchole », 2019, Bru Zane.